# هيبر هارولد هاتفيلد
هيبر هارولد هاتفيلد هو سياسي كندي، ولد في 17 أبريل 1885 في نيو برونزويك في كندا، وتوفي في 3 يناير 1952. نشط حزبياً في الحزب الكندي التقدمي المحافظ. وقد انتخب عضو مجلس العموم الكندي.